# Bojce
Bojce – część wsi Krzyżanowice Średnie w Polsce, położona w województwie świętokrzyskim, w powiecie pińczowskim, w gminie Pińczów.
W latach 1975–1998 Bojce administracyjnie należały do województwa kieleckiego.